# 東禅寺 (岐阜県七宗町)
東禅寺（とうぜんじ）は岐阜県加茂郡七宗町神渕にある釈迦如来を本尊とする曹洞宗の寺院。山号は扶桑山。東海白寿三十三観音霊場28番札所。
延宝2年（1674年）、龍泰寺18世の長霊正鎮が開く。ただし、本尊の釈迦如来は寛文5年（1665年）に可児宗右衛門により寄進されたと伝わり、創建の子細は不明である。天保10年（1839年）に15世柏岩隆苗が本堂を改築し、本尊も一新する。
宝物として寛文4年（1664年）に描かれた釈迦八相図と元禄5年（1692年）の涅槃図を所蔵する。